# Gene Harris
Eugene Harris (Benton Harbor, Míchigan, 1 de septiembre de 1933 - Boise, Idaho, 16 de enero de 2000) fue un pianista de jazz norteamericano.

## Historial
Desde muy joven lidera su propio grupo, tocando en radios del estado de Idaho. Pero no será hasta su licenciamiento del servicio militar, en 1956, cuando funda su grupo The Three Sounds, un trío junto con Andy Simpkins (contrabajo) y Bill Dowdy (batería. En 1958, el grupo se traslada a Nueva York y graba un importante número de discos con Blue Note y Verve, obteniendo un cierto éxito comercial, dentro del estilo que se llamó funky jazz. El trío se mantiene durante décadas, realizando frecuentes giras por todo Estados Unidos y continuando con un fuerte ritmo de grabaciones. En 1974, amplía la formación hasta un sexteto, aunque paralelamente comienza a trabajar como acompañante de otros artistas, como Ray Brown (1987), con quien gira por Europa. Continuó en activo hasta su fallecimiento.